# Pterygoneurum
Pterygoneurum (deutsch Flügelnervmoos oder Lamellenmoos) ist eine Gattung von akrokarpen Laubmoosen aus der Familie Pottiaceae.

## Merkmale
Die niederwüchsigen, oft nur wenige Millimeter großen, einfachen oder wenig verzweigten Pflanzen bilden graugrüne, kleine Rasen oder wachsen gruppenweise. Die sehr hohlen Blätter sind eiförmig und kurz zugespitzt oder stumpf, trocken anliegend, feucht aufrecht bis aufrecht abstehend. Die Blattränder sind unten flach, oben eingebogen, ganzrandig oder oben gezähnelt. Die kräftige Blattrippe ist im oberen Blattabschnitt auf der Oberseite (ventral) mit zwei bis sechs chlorophyllreichen Längslamellen besetzt. Sie tritt aus der Blattspitze als mehr oder weniger langes, wasserhelles Haar aus. Die Blattzellen sind am Blattgrund rechteckig und dünnwandig, oben kurz rechteckig oder rhomboidisch bis rundlich quadratisch, mehr oder weniger dickwandig und glatt oder papillös. Die Sporenkapseln sind kugelig bis zylindrisch, entweder in die Blätter eingesenkt oder über diese deutlich emporgehoben, die Seta demnach sehr kurz oder bis um 1 Zentimeter lang. Ein Peristom fehlt oft oder ist rudimentär. Der Kapseldeckel ist kegelförmig und geschnäbelt, die Kalyptra ist kapuzen- oder mützenförmig.

## Arten
Die Gattung ist fast weltweit mit etwa 10 bis 15 Arten in Gebieten mit trockenem Klima verbreitet.
In Deutschland, Österreich und der Schweiz sind die folgenden Arten vertreten:
- Pterygoneurum lamellatum
- Pterygoneurum ovatum
- Pterygoneurum papillosum nur in Deutschland, in Rheinhessen
- Pterygoneurum subsessile
- Pterygoneurum sampaianum nur in der Schweiz: letzter Fund im Jahr 1915